# Унтервегер, Джек
Иоганн (Джек) Унтерве́гер (нем. Johann «Jack» Unterweger; 16 августа 1950, Юденбург — 29 июня 1994, Грац) — международный преступник, журналист и серийный убийца. Имел прозвища «Венский душитель» и «Джек-поэт» (по аналогии с Джеком-потрошителем). Стал известен во время отбывания тюремного срока как объект и соинициатор кампании за собственное освобождение в 1988—1989 годах, затем как журналист и писатель, книги которого при жизни автора изучались в школах, и в конце концов как негативный пример ресоциализации преступников, когда стало известно о серии убийств проституток, совершённых Унтервегером в Европе и США.

## Биография

### Ранние годы
Мать Унтервегера, Терезия — преступница (есть данные, что и проститутка), отец неизвестен (солдат американской армии, дислоцированный в Европе, возможно, в Триесте). Ребёнок довольно быстро попал на воспитание к дедушке. Джек с детства был подвержен криминальному поведению и имел многочисленные проблемы с законом.

### Первое убийство и судимость
В 1974 году, работая грузчиком, Джек познакомился в баре с 18-летней официанткой из ГДР по имени Маргарет. Во время секса он задушил девушку её собственным бюстгальтером, использовав сложный скользящий узел, который ему некогда показал дед. Этот узел стал его визитной карточкой и сыграл роль в доказывании вины маньяка. Этим же узлом Унтервегер в конце концов завязал и свою собственную петлю.
Джек был арестован почти сразу, так как свидетели видели его вместе с жертвой. Он раскаивался в совершении убийства и был осужден на пожизненное лишение свободы с минимальным сроком в 15 лет (по другим данным, на 25 лет с возможностью освобождения через 15).
В тюрьме Джек увлекся чтением книг и в конце концов написал собственную. Автобиографическое произведение, в котором убийца рассуждает о том, какие его поступки привели его в тюрьму, стало бестселлером в Австрии и Германии. После ещё нескольких творческих экспериментов автор обратил на себя внимание интеллигенции и та подняла кампанию за его освобождение. Тем не менее, президент Австрии позволил Унтервегеру освободиться только в 1990 году, когда он отбыл положенные 15 лет.

### Убийства в Европе
На свободе Унтервегер писал статьи в несколько европейских журналов и вел популярную телепрограмму, посвященную перевоспитанию заключенных и проблемам их ресоциализации на австрийском телевидении. Он считался образцовым примером исправившегося преступника, человека, который захотел и смог изменить свою жизнь.
Между тем Джек-Иоганн начал совершать убийства проституток практически сразу после своего освобождения. Считается, что жертв было 8: 1 в Чехословакии и 7 в Австрии. Женщины были задушены бюстгальтерами или чулками.

### Убийства в США
По заданию журнала Унтервегер отправился в командировку в США. Планируя серию убийств проституток в Лос-Анджелесе, Унтервегер ездил на патрулирование улиц города вместе с американскими полицейскими, которые и показали ему местные кварталы красных фонарей. В Лос-Анджелесе Унтервегер убил трёх проституток тем же способом, которым он задушил прежних 8 жертв в Европе. По подозрению в серии калифорнийских убийств он был арестован местными властями 27 февраля 1992 года.

### Конец жизни
Судить маньяка в США было рискованно: присяжные могли оправдать известного человека в связи с зыбкостью доказательств против него. Унтервегера этапировали в Европу. Обвинители двух стран — Австрии и Соединенных Штатов — смогли убедить австрийских присяжных в виновности Джека. Ему было предъявлено обвинение в 11 убийствах, но доказать удалось 9, и его приговорили к пожизненному заключению без права досрочного освобождения.
Джек-Иоганн повесился в камере через 9 часов после вынесения приговора. Он не успел его обжаловать, поэтому с формальной точки зрения по австрийским законам он умер невиновным.

## Культурное влияние
Кроме книг, написанных самим Унтервегером, и его телепрограмм, снятых при жизни преступника, после его смерти биография маньяка вызывала к себе интерес деятелей искусства. Про Джека сняты фильмы, поставлены театральные постановки, совершенные им преступления, как вмененные ему, так и, возможно, оставшиеся без внимания и не связанные с именем убийцы, являются предметом любительских и журналистских расследований. О жизни Унтервегера поставлена и музыкальная пьеса «Адская комедия».